# Ceratolacis
Ceratolacis là một chi thực vật có hoa trong họ Podostemaceae.

## Loài
Chi Ceratolacis gồm các loài: